# Jorge Alejandro Santamarina
Jorge Alejandro Santamarina (Buenos Aires, 17 de enero de 1891 - Olivos, 8 de agosto de 1953) fue un abogado, comerciante y ministro de la Argentina.
Era hijo del hacendado español Ramón Santamarina. Fue presidente del Banco de la Nación Argentina desde 1932 y diputado nacional en ese mismo período. Durante su mandato como diputado logró derogar una ley que prejudicaba al sector de consignatarios de haciendas y frutos del país. Fue ministro de Hacienda del presidente de facto Pedro Pablo Ramírez entre junio y octubre de 1943. Fue también miembro de la Junta Reguladora de Granos.